# محمدعلی‌خان تجریشی
محمدعلی‌خان تجریشی حاکم شمیران و ساوه، پدر جیران و پدرزن ناصرالدین‌شاه بود.
او در آغاز شغل باغبانی و نجاری داشت، اما زمانی که دخترش جیران با ناصرالدین‌شاه ازدواج کرد و تبدیل به یکی از قدرتمندترین و بانفوذترین مقامات اندرونی شد، به مناصب بالای حکومتی دست پیدا کرد و لقب خان گرفت.

## زندگی
محمدعلی تجریشی پیش از این‌که پدرزن پادشاه شود، یک باغبان و نجار بود که در کوهسار تجریش زندگی می‌کرد. وی ۳ فرزند به نام‌های عصمت، اسدالله و خدیجه داشت. از اعضای دیگر خانوادهٔ او می‌توان به نوه‌اش پهلوان محمد ابراهیم مفیدی اشاره کرد.
پس از ازدواج ناصرالدین‌شاه و جیران، محمدعلی‌خان به حاکمیت کل مناطق شمیران رسید و بعدها به دلیل کفایت و نفوذ بسیار حاکم شهر ساوه نیز شد.

## میراث
تنها یادگار او تکیه بزرگ تجریش است که در دورهٔ پیش از او وجود داشته‌است اما خیلی کوچک‌تر بوده‌است؛ در دورهٔ او، وی به همراه ۱۵ خانوادهٔ مهم تجریش از جمله داماد خود محمد مفیدی که معمار بود دوباره تکیهٔ بزرگ را ساختند.